# جلال هاروتيونيان
جلال أناتولي هاروتيونيان ( (بالأرمنية: Ջալալ Անատոլիի Հարությունյան)‏(بالروسية: Джалал Анатольевич Арутюнян)‏ ) ولد 11 نوفمبر 1974 هو قائد عسكري من جمهورية آرتساخ ، خدم سابقا باسم قائد جيش الدفاع آرتساخ وزير الدفاع. 

## النشأة
ولد هاروتيونيان في 11 نوفمبر 1974 ، في بادارا، جزء من إقليم ناغورنو كاراباخ المتمتع بالحكم الذاتي في جمهورية أذربيجان الاشتراكية السوفياتية . كان والده ، أناتولي هاروتيونيان ، نائب المدير ومعلم الرياضيات في مدرسة محلية ، بينما كانت والدته ، سفيتلانا أروشانيان ، تعمل ممرضة. من عام 1991 إلى عام 1995 ، درس علم الأحياء في جامعة ولاية أرتساخ . في عام 1999 ، التحق بالأكاديمية العسكرية للمدفعية في سانت بطرسبرغ تحت إشراف وزارة الدفاع في الاتحاد الروسي ، وتخرج منها بمرتبة الشرف.  
خدم هاروتيونيان في جيش الدفاع آرتساخ منذ 5 نوفمبر 1992 ، عندما تطوع للخدمة في سن 17. قاتل في حرب ناغورنو كاراباخ من 1992 إلى 1994. خدم في مناصب مختلفة في جيش الدفاع ، في المقام الأول في وحدات المدفعية ، مثل مساعد رئيس استخبارات المدفعية. كما شغل منصب قائد مدفعية إحدى المناطق العسكرية في أرتساخ. من 2018 إلى 2020 ، شغل منصب النائب الأول للقائد. في 24 فبراير 2020 ، عيّنه الرئيس باكو ساهاكيان وزيراً للدفاع وأعيد تعيينه من قبل الرئيس أرايك هاروتيونيان في 8 يونيو.  
أطلق هاروتيونيان دعوة للمعركة خلال حرب ناغورنو كاراباخ عام 2020 ضد أذربيجان .  في 27 أكتوبر 2020 ، أعلن رئيس أرتساخ أنه تم إعفاء هاروتيونيان من منصبه بعد إصابته في القتال ، واستبدله بميكائيل أرزومانيان .  وعقب البيان ، نفت وسائل الإعلام الأرمينية المزاعم التي تفيد بمقتل هاروتيونيان ، قائلة إن إصاباته لا تهدد حياته وأنه سيعود إلى منصبه قريبًا.  بدأ تداول مقطع فيديو على الإنترنت يُظهر هجومًا بطائرة بدون طيار على سيارة يُزعم أنها تخص هاروتيونيان.  ومع ذلك ، نفى المتحدث باسم رئيس أرتساخ أن اللقطات لها أي علاقة بإصابات هاروتيونيان.  في 28 أكتوبر 2020 ، أعلن رئيس أرتساخ قراره بمنح جلال هاروتيونيان لقب بطل آرتساخ .

## تواريخ الحصول على الرتب
| شارة | مرتبة         | تاريخ          |
| ---- | ------------- | -------------- |
|      | لواء          | 8 يوليو 2019   |
|      | فريق في الجيش | 15 أكتوبر 2020 |